# بيري (جورجيا)
بيري (بالإنجليزية: Perry, Georgia)، هي مدينة تقع في مقاطعتي هوستون وبيتش في ولاية جورجيا الأمريكية، وتُعد مقر مقاطعة هوستون. بلغ عدد سكان المدينة 13,839 نسمة وفقًا لتعداد عام 2010، مقارنة بـ9,602 نسمة في تعداد عام 2000. ووفقًا لتقديرات عام 2019، ارتفع عدد السكان إلى نحو 17,894 نسمة.
تُعد بيري جزءًا من منطقة الإحصاء الحضرية لمدينة وارنر روبينز، والتي تندرج ضمن منطقة الإحصاء المجمّعة لماكون–بيب كاونتي–وارنر روبينز.
تشتهر المدينة بكونها موقع إقامة المعرض الوطني السنوي لولاية جورجيا، الذي يُعد من أبرز الفعاليات الزراعية والثقافية في الولاية.

## أعلام
- آل ثورنتون
- ديبورا روبرتس
- إدي سولومون
- سوني بيردو
- فاروق

## وصلات خارجية
- http://www.perry-ga.gov/
- Cities & Counties - Georgia.gov